# Сент-Женевьев-сюр-Аржанс
Сент-Женевье́в-сюр-Аржа́нс (фр. Sainte-Geneviève-sur-Argence, окс. Sant Jurvèva) — коммуна во Франции, находится в регионе Окситания. Департамент — Аверон. Административный центр кантона Сент-Женевьев-сюр-Аржанс. Округ коммуны — Родез.
Код INSEE коммуны — 12223.
Коммуна расположена приблизительно в 460 км к югу от Парижа, в 170 км северо-восточнее Тулузы, в 55 км к северу от Родеза.

## Население
Население коммуны на 2008 год составляло 1011 человек.
| 1962 | 1968 | 1975 | 1982 | 1990 | 1999 | 2008 |
| ---- | ---- | ---- | ---- | ---- | ---- | ---- |
| 1109 | 1145 | 1063 | 1174 | 1143 | 1027 | 1011 |

## Экономика
В 2007 году среди 530 человек в трудоспособном возрасте (15—64 лет) 385 были экономически активными, 145 — неактивными (показатель активности — 72,6 %, в 1999 году было 66,3 %). Из 385 активных работали 368 человек (201 мужчина и 167 женщин), безработных было 17 (6 мужчин и 11 женщин). Среди 145 неактивных 22 человека были учениками или студентами, 75 — пенсионерами, 48 были неактивными по другим причинам.

## Достопримечательности
- Крест (XVI век). Памятник истории с 1927 года[3]
- Часовня Мель[фр.] (XV век). Памятник истории с 1928 года[4]
- Холм с крестом (XV век). Памятник истории с 1927 года[5]
- Замок Бенаван

## Фотогалерея

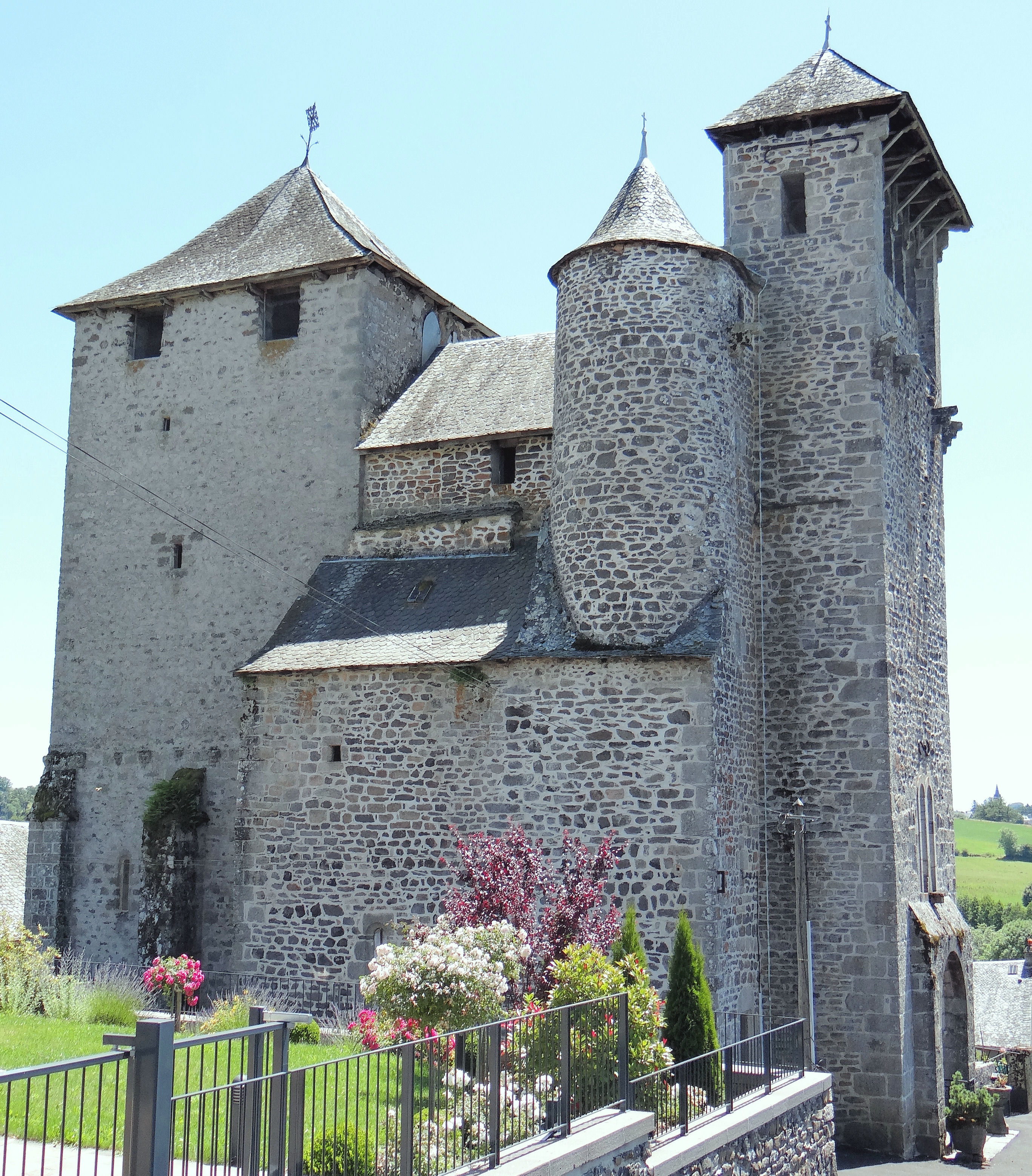
Церковь Сен-Этьен
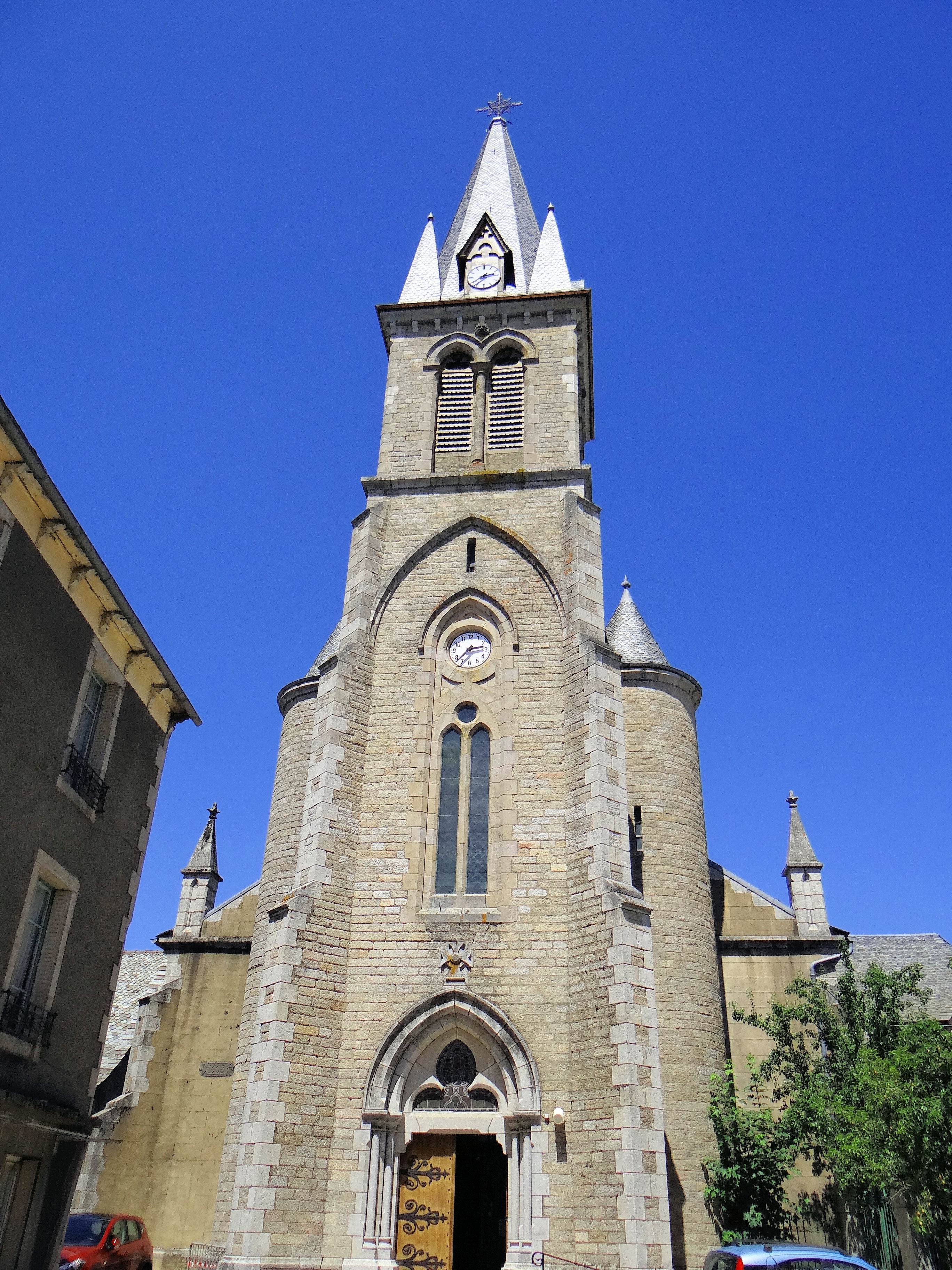
Церковь Сент-Женевьев
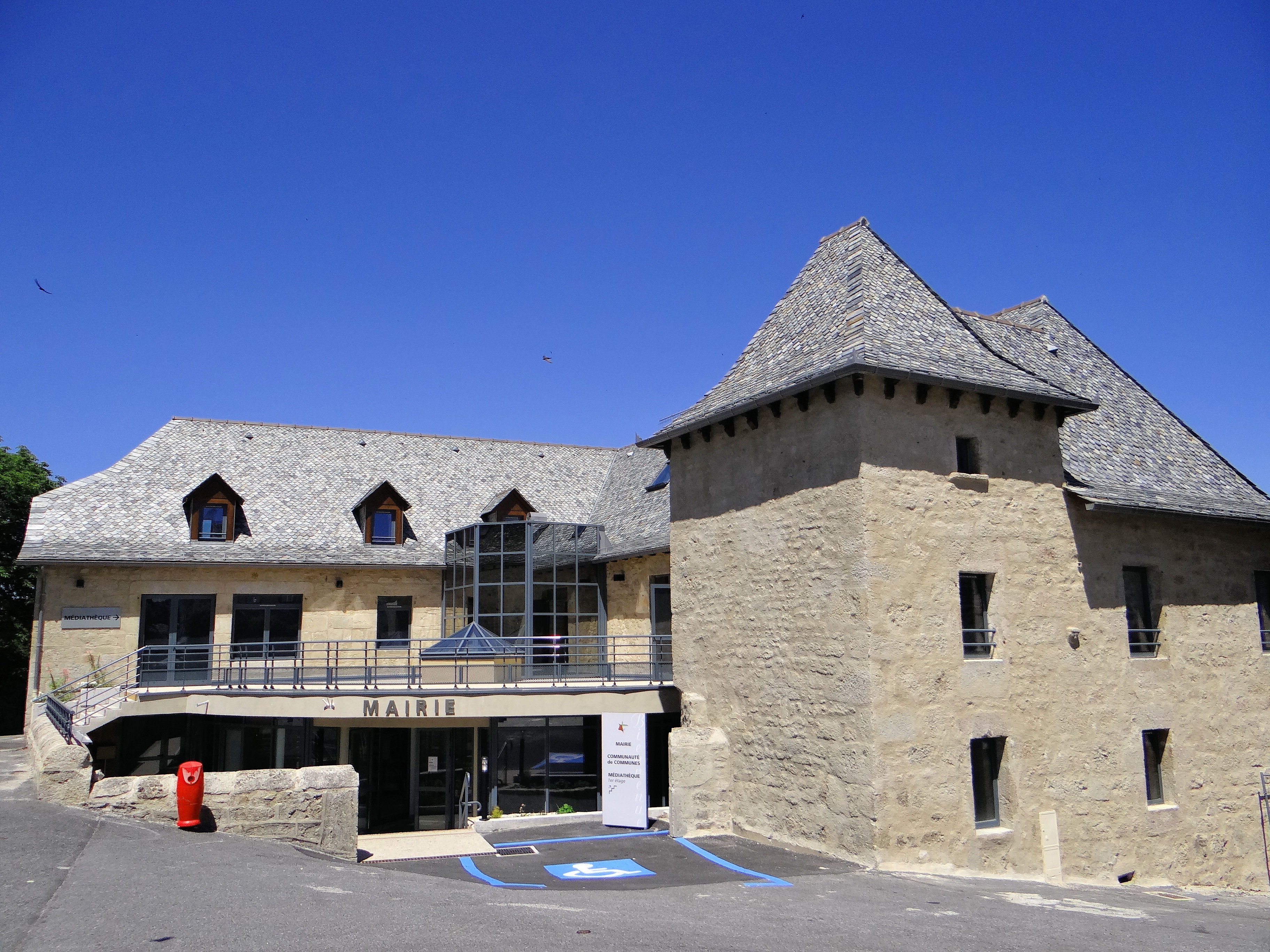
Мэрия
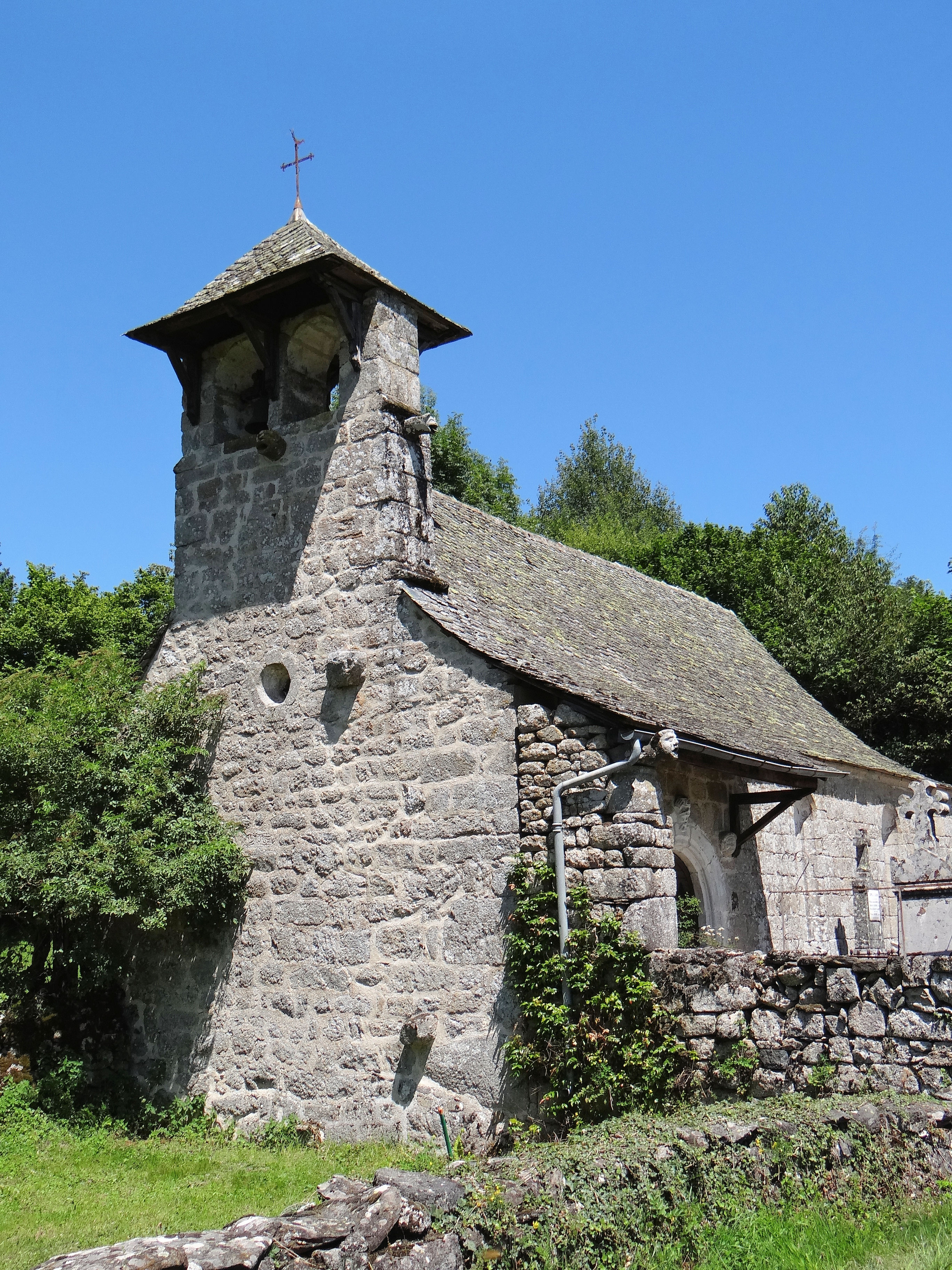
Часовня Мель
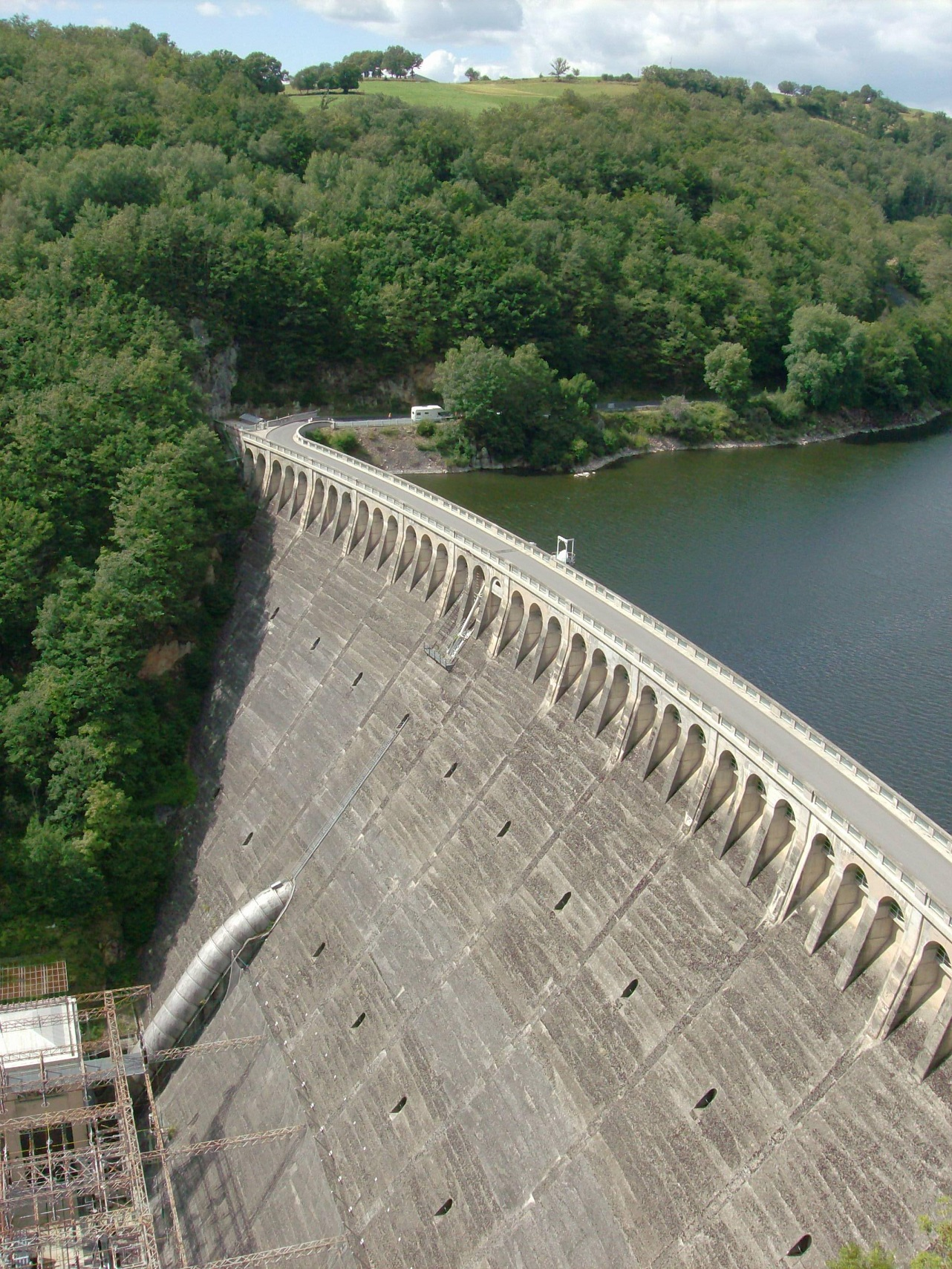
Плотина Сарран